# Pierre Pribetich
Pierre Pribetich (ur. 28 grudnia 1956 w Roubaix) – francuski polityk, samorządowiec, wykładowca akademicki, poseł do Parlamentu Europejskiego, deputowany krajowy.

## Życiorys
Kształcił się w zakresie nauk przyrodniczych (specjalność w zakresie fizyki) na Université de Lille, gdzie uzyskał również doktorat. Był inspektorem ds. technicznych, pracownikiem naukowym w Krajowym Centrum Badań Naukowych (CNRS), wykładowcą na Uniwersytecie Burgundzkim. Zaangażował się w działalność Partii Socjalistycznej, wchodził w skład jej rad federalnych w różnych departamentach, a w latach 2005–2008 w skład rady krajowej.
Od 2001 do 2007 pełnił funkcję zastępcy mera Dijon ds. urbanistyki, w tym samym okresie kierował spółką zagospodarowania przestrzennego. W 2008 został pierwszym zastępcą przewodniczącego aglomeracji Dijon.
W 2007 objął wakujący mandat posła do Parlamentu Europejskiego. Był członkiem grupy Partii Europejskich Socjalistów, pracował w Komisji Rozwoju Regionalnego, a następnie w Komisji Spraw Zagranicznych oraz Podkomisji Bezpieczeństwa i Obrony. W PE zasiadał do 2009. W wyborach w 2024 uzyskał mandat deputowanego do Zgromadzenia Narodowego.